# Orobanche amethystea
Orobanche amethystea là loài thực vật có hoa thuộc họ Cỏ chổi. Loài này được Thuill. mô tả khoa học đầu tiên năm 1799.

## Hình ảnh

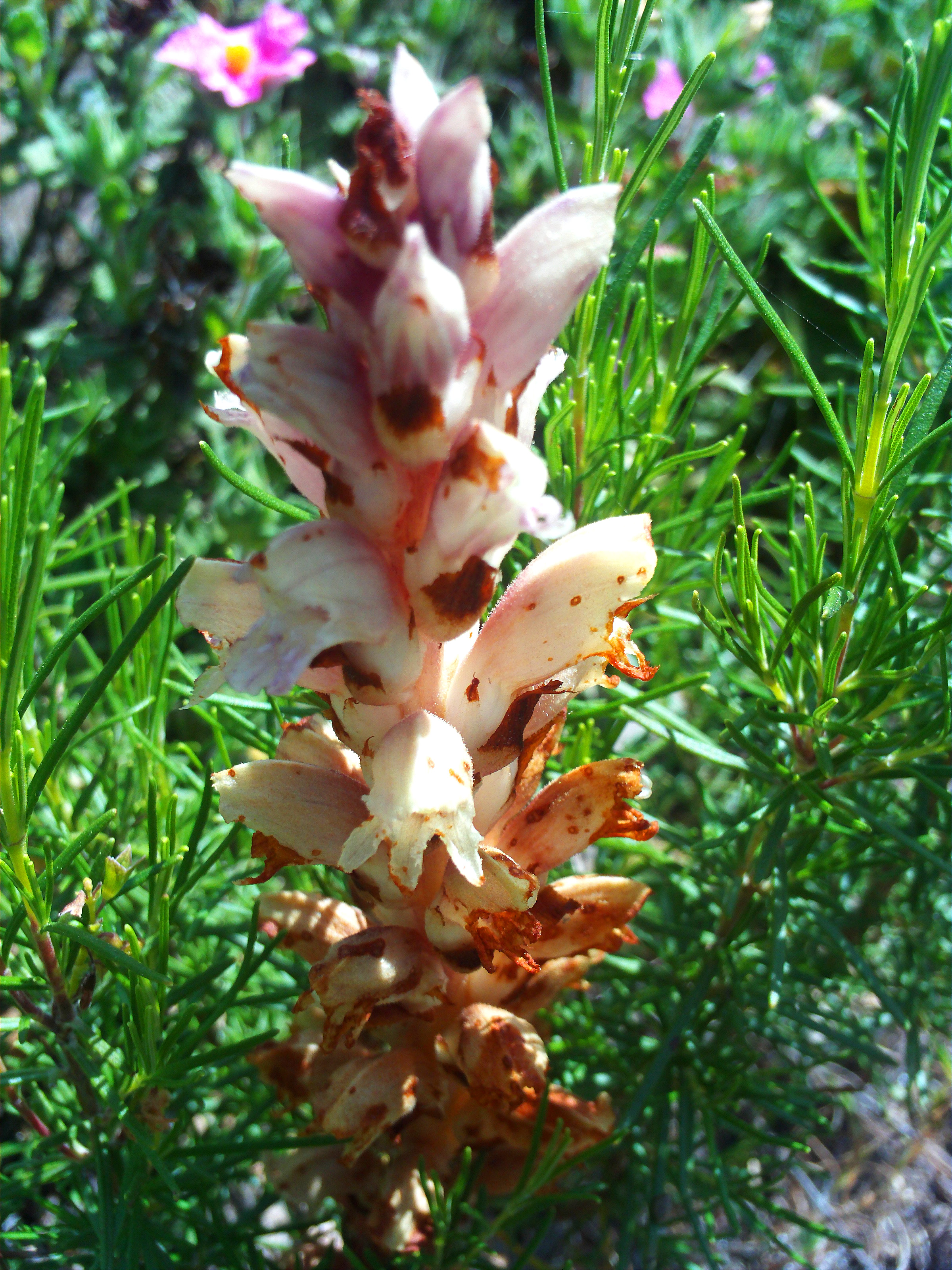
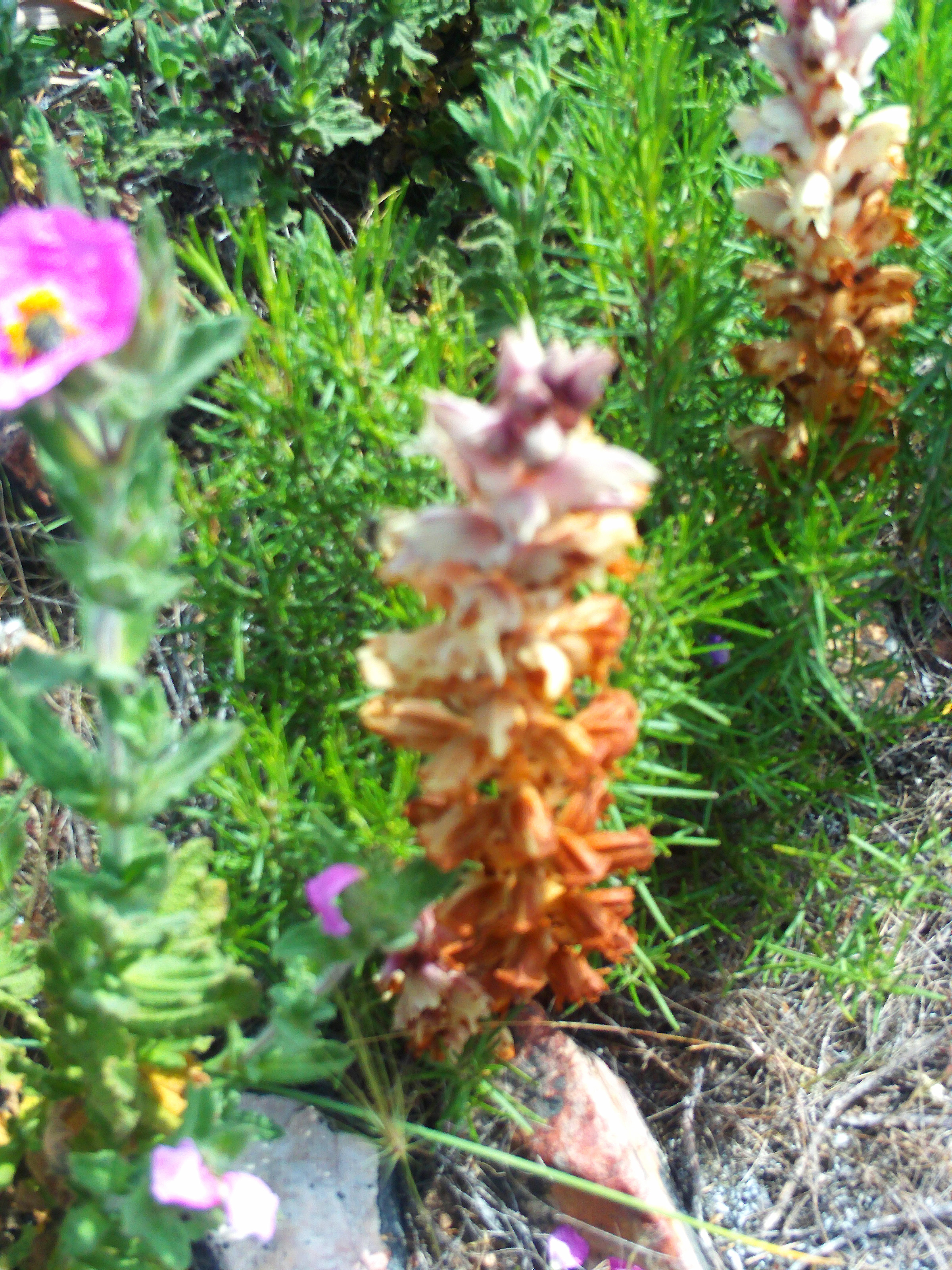
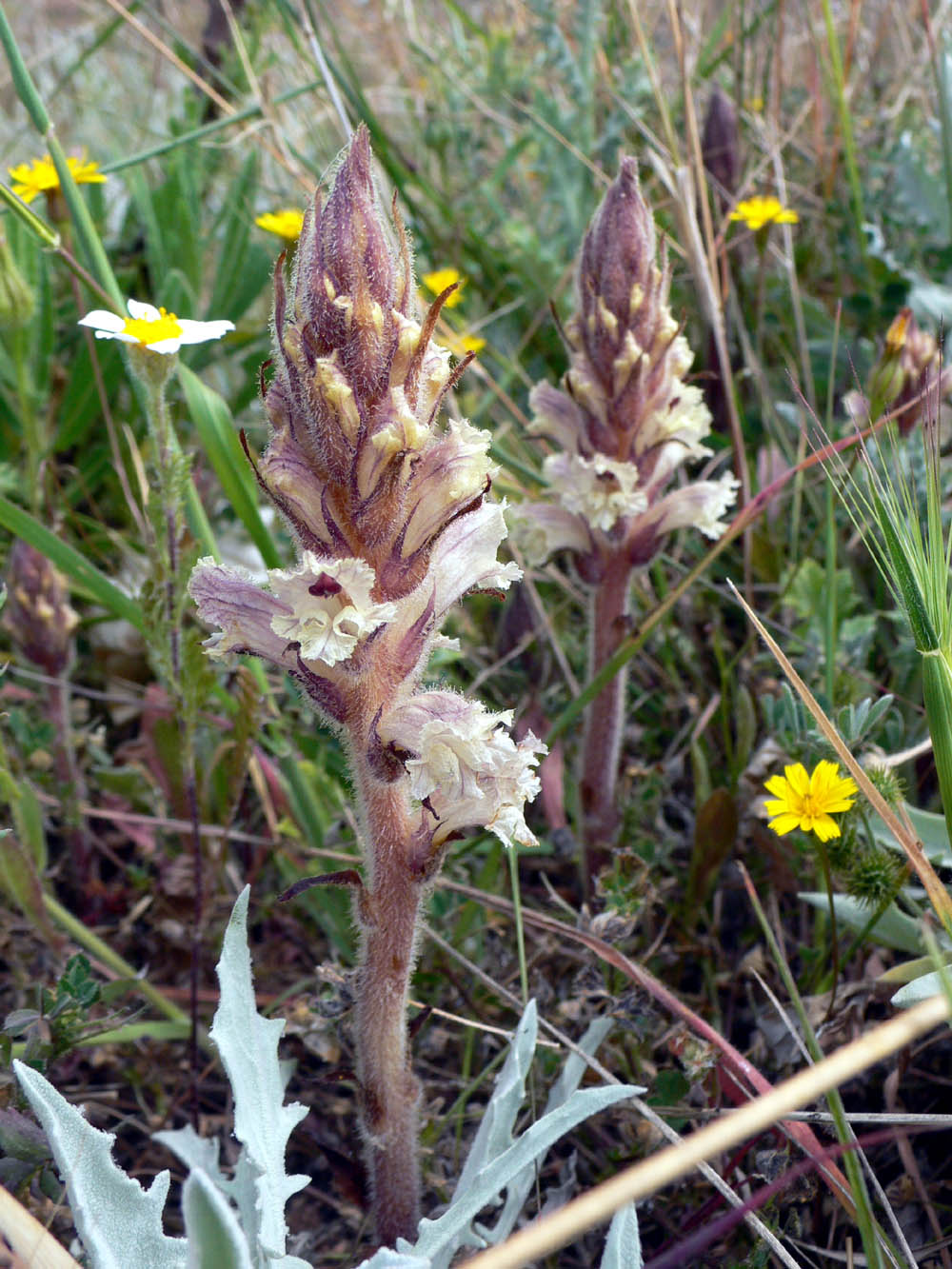